# Иесалниекс, Янис Юрьевич
Янис Иесалниекс (родился 7 июля 1984 года в Вентспилсе, Латвийской ССР) — латышский политик, представляет "Национальное объединение «Всё для Латвии-ТБ/ДННЛ», является членом его правления. Был депутатом 13-го Сейма и парламентским секретарём Министерства юстиции.

## Биография
Отец Яниса Юрис Иесалниекс был политиком и государственным деятелем, членом Коммунистической партии, первым секретарем Вентспилсского райкома комсомола. После восстановления независимости Латвии стал министром охраны окружающей среды и регионального развития в правительстве Мариса Гайлиса.
Весной 2002 года Я.Иесалниекс вместе с товарищами по команде Валдисом Порниексом и Атисом Мертенсом стал чемпионом Латвии по дебатам на латышском языке. Летом 2002 закончил 1-ю Вентспилсскую гимназию с титулом «Большая надежда» и поступил на юридический факультет Латвийского университета. В 2007 году получил диплом юриста, в сентябре приступил к обучению в магистратуре того же факультета.
1 сентября 2008 года начал работать руководимый Я.Иесалниексом дискуссионный интернет-форум латышских националистов Zemessargs.lv, который действовал до начала 2011 года.
В декабре 2023 года Иесальниекс начал работать руководителем отдела строительных контрактов Департамента реализации и управления проектами ООО «Eiropas dzelzceļa līnijas», находящегося в подчинении Министерства сообщения Латвии и ответственного за строительство магистрали Rail Baltica. По поводу его приёма на работу министр сообщения Каспар Бришкенс поручил провести служебную проверку на предмет конфликта интересов, поскольку Иесалниекс до этого был советником предыдущего министра сообщения Яниса Витенбергса.

## Политическая деятельность
В августе 2003 г. Я.Иесалниекс вступил в национально-патриотическую молодёжную организацию, позже ставшую партией «Visu Latvijai!». В ноябре 2003 г. он стал редактором партийного сайта www.visulatvijai.lv, где регулярно публиковал статьи на национальные темы. Он работал в этой должности до июня 2006 года.
14 января 2006 года, когда «Visu Latvijai!» стала политической партией, Иесалниекс был избран в её думу. Он был включён в список кандидатов в депутаты от этой партии на выборах в 9-й Сейм по рижскому списку, однако не был избран, так как партия не преодолела барьер в 5 % голосов. На выборах получил 644 плюса и 111 вычёркиваний.
18 ноября 2007 года избран в правление партии «Visu Latvijai!» и вместе с нынешним лидером Райвисом Дзинтарсом назначен заместителем председателя её правления. В 2009 году был включён под четвёртым номером в кандидатский список партии «Visu Latvijai!» на выборах в Рижскую думу, но партия опять не преодолела 5%-ный барьер. Иесалниекс получил личную поддержку 446 человек и 100 вычеркнули его как нежелательного кандидата.
4 июля 2010 года при создании объединения «Visu Latvijai!» и Tēvzemei un Brīvībai/LNNK Янис был избран в правление. Под вторым номером баллотировался в 10-й Сейм по Курземскому избирательному округу, однако не был избран. На выборах получил 1668 плюсов и 509 вычёркиваний, отстав от получившего мандат Гайдиса Берзиньша на 125 пунктов. После начала работы 10-го Сейма стал штатным консультантом фракции Национального объединения в парламенте.
Когда 23 июля 2011 года «Visu Latvijai!» и «Tēvzemei un Brīvībai/LNNK» объединились в одну партию, был утверждён в должности члена правления, однако после скандала по поводу его комментария по поводу последствий терактов в Норвегии, совершённых Брейвиком 22 июля 2011 года, объявил о сложении полномочий до следующего партийного съезда и отказался баллотироваться на выборах в 11-й Сейм.
В 2014 году Я. Иесалниекс безуспешно боролся за депутатское кресло в 12-м Сейме, но после этого стал парламентским секретарем Минюста и занимал эту должность до 2019 года. В 2018 году на выборах в 13-й Сейм Я.Иесалниекс снова потерпел неудачу, однако в 2019 году получил временный мандат депутата вместо однопартийки Даце Мелбарде, которая стала министром культуры. После того, как Д. Мелбарде была избрана в Европарламент. Я. Иесалниекс получил постоянный мандат члена парламента.
Баллотировался на выборах в 14-й Сейм в 2022 году, но снова не получил достаточной поддержки избирателей.
В декабре 2022 года Я. Иесалниекс начал работать в должности советника своего однопартийца Яниса Витенбергса, назначенного министром сообщения.

## Публичные заявления
Комментируя июльский теракт в Норвегии 2011 года, Янис Иесалниекс написал в своем микроблоге в Twitter: «Норвежские жертвы полностью на совести мультикультуралистов — их политика исламизации привела к тому, что у кого-то просто съехала ширма». Эти заявления вызвали неоднозначную реакцию в обществе. Ряд политических оппонентов, — таких, как Валерий Агешин и Ансис Добелис, в СМИ обвинили Иесалниекса в оправдании норвежского террориста и «разжигании национальной ненависти». В тот же день Иесалниекс опубликовал заявление, что «никогда не оправдывал массового убийцу в Осло, лишь призвал задуматься о причинах этого события, чтобы извлечь уроки из трагических событий и защитить себя в будущем».
То, что Иесалниекс признал, что «было неправильно искать причины трагедии так скоро после самой трагедии» и в результате «имидж партии был испорчен», политолог Ивета Кажока назвала нетипичным в латвийской политике, но правильным.
27 мая 2022 во время дискуссии о сносе памятника Освободителям Риги от немецко-фашистских захватчиков в парке Победы, как и других советских памятников, Я.Иесалниекс заявил, что ненавидит «оккупантов» и желает видеть Латвию без них. Некоторые коллеги из оппозиции Сейма, а также часть общественности истолковали эти заявления как направленные против русских, спросив, не призывает ли депутат к этническим чисткам. Выступление депутата также попало в поле зрения Службы государственной безопасности (СГБ).
8 июня 2022 года по заявлению депутата Сейма Регины Лочмеле было возбуждено дело о возможном этическом нарушении в высказываниях Я.Иесалниекса. В представлении отмечалось, что на сессии парламента 26 мая при обсуждении проекта закона «О запрете демонстрации на территории Латвийской Республики предметов, прославляющих советский и нацистский режимы, и их демонтаже» Иесалниекс заявил: «Я лет с пяти узнал, что в Латвии есть два общества: наше, латыши, и есть оккупанты. Уже среди детей существовала ненависть между этими двумя группами. Эта ненависть не закончилась, потому что оккупанты до сих пор не ушли». 21 июня комиссия Сейма по мандатам и этике приняла решение вынести устное предупреждение депутату Я. Иесалниексу.